# 全国高等学校野球選手権大会 (愛媛県勢)
全国高等学校野球選手権大会における愛媛県勢の成績について記す。

## 大会結果
| 大会（年度）          | 代表校                                         | 試合結果                                       | 試合結果                                       | 成績                                           |
| --------------------- | ---------------------------------------------- | ---------------------------------------------- | ---------------------------------------------- | ---------------------------------------------- |
| 第4回大会（1918年）   | 今治中（四国・初出場）                         | （中止）                                       | （中止）                                       | （中止）                                       |
| 第5回大会（1919年）   | 松山商（四国・初出場）                         | 1回戦                                          | ○ 12 - 4 竜ヶ崎中                              | ベスト8                                        |
| 第5回大会（1919年）   | 松山商（四国・初出場）                         | 準々決勝                                       | ● 0 - 1 盛岡中                                 | ベスト8                                        |
| 第6回大会（1920年）   | 松山商（四国・2年連続2回目）                   | 1回戦                                          | ○ 10 - 1 鴻城中                                | ベスト4                                        |
| 第6回大会（1920年）   | 松山商（四国・2年連続2回目）                   | 準々決勝                                       | ○ 19 - 0 明星商                                | ベスト4                                        |
| 第6回大会（1920年）   | 松山商（四国・2年連続2回目）                   | 準決勝                                         | ● 3 - 4x 慶応普通部（延長16回）                | ベスト4                                        |
| 第7回大会（1921年）   | 松山商（四国・3年連続3回目）                   | 2回戦                                          | ○ 5 - 4 明倫中                                 | ベスト8                                        |
| 第7回大会（1921年）   | 松山商（四国・3年連続3回目）                   | 準々決勝                                       | ● 1 - 7 京都一商                               | ベスト8                                        |
| 第8回大会（1922年）   | 松山商（四国・4年連続4回目）                   | 1回戦                                          | ○ 8 - 5 市岡中                                 | ベスト4                                        |
| 第8回大会（1922年）   | 松山商（四国・4年連続4回目）                   | 準々決勝                                       | ○ 3 - 0 広島商                                 | ベスト4                                        |
| 第8回大会（1922年）   | 松山商（四国・4年連続4回目）                   | 準決勝                                         | ● 1 - 2x 神戸商                                | ベスト4                                        |
| 第9回大会（1923年）   | 松山商（四国・5年連続5回目）                   | 2回戦                                          | ● 2 - 3 甲陽中                                 | 初戦敗退                                       |
| 第10回大会（1924年）  | 松山商（四国・6年連続6回目）                   | 2回戦                                          | ○ 13 - 1 秋田中                                | ベスト8                                        |
| 第10回大会（1924年）  | 松山商（四国・6年連続6回目）                   | 準々決勝                                       | ● 2 - 5 松本商                                 | ベスト8                                        |
| 第16回大会（1930年）  | 松山商（四国・6年ぶり7回目）                   | 1回戦                                          | ○ 8 - 1 甲陽中                                 | ベスト8                                        |
| 第16回大会（1930年）  | 松山商（四国・6年ぶり7回目）                   | 2回戦                                          | ○ 4 - 2 大邱商                                 | ベスト8                                        |
| 第16回大会（1930年）  | 松山商（四国・6年ぶり7回目）                   | 準々決勝                                       | ● 2 - 4 諏訪蚕糸                               | ベスト8                                        |
| 第17回大会（1931年）  | 松山商（四国・2年連続8回目）                   | 2回戦                                          | ○ 3 - 0 第一神港商                             | ベスト4                                        |
| 第17回大会（1931年）  | 松山商（四国・2年連続8回目）                   | 準々決勝                                       | ○ 3 - 0 桐生中                                 | ベスト4                                        |
| 第17回大会（1931年）  | 松山商（四国・2年連続8回目）                   | 準決勝                                         | ● 1 - 3 中京商                                 | ベスト4                                        |
| 第18回大会（1932年）  | 松山商（四国・3年連続9回目）                   | 2回戦                                          | ○ 2x - 1 静岡中                                | 準優勝                                         |
| 第18回大会（1932年）  | 松山商（四国・3年連続9回目）                   | 準々決勝                                       | ○ 8 - 0 早稲田実                               | 準優勝                                         |
| 第18回大会（1932年）  | 松山商（四国・3年連続9回目）                   | 準決勝                                         | ○ 3 - 0 明石中                                 | 準優勝                                         |
| 第18回大会（1932年）  | 松山商（四国・3年連続9回目）                   | 決勝                                           | ● 3 - 4x 中京商（延長11回）                    | 準優勝                                         |
| 第19回大会（1933年）  | 松山中（四国・初出場）                         | 2回戦                                          | ○ 10 - 1 嘉義農林                              | ベスト4                                        |
| 第19回大会（1933年）  | 松山中（四国・初出場）                         | 準々決勝                                       | ○ 3x - 2 栃木中                                | ベスト4                                        |
| 第19回大会（1933年）  | 松山中（四国・初出場）                         | 準決勝                                         | ● 0 - 4 平安中                                 | ベスト4                                        |
| 第21回大会（1935年）  | 松山商（四国・4年ぶり10回目）                  | 2回戦                                          | ○ 3 - 0 海草中                                 | 優勝                                           |
| 第21回大会（1935年）  | 松山商（四国・4年ぶり10回目）                  | 準々決勝                                       | ○ 5 - 4 嘉義農林（延長10回）                   | 優勝                                           |
| 第21回大会（1935年）  | 松山商（四国・4年ぶり10回目）                  | 準決勝                                         | ○ 4 - 0 愛知商                                 | 優勝                                           |
| 第21回大会（1935年）  | 松山商（四国・4年ぶり10回目）                  | 決勝                                           | ○ 6 - 1 育英商                                 | 優勝                                           |
| 第22回大会（1936年）  | 松山商（四国・2年連続11回目）                  | 1回戦                                          | ● 4 - 5x 京阪商                                | 初戦敗退                                       |
| 第32回大会（1950年）  | 松山東（北四国・14年ぶり12回目）               | 2回戦                                          | ○ 4 - 3 長良                                   | 優勝                                           |
| 第32回大会（1950年）  | 松山東（北四国・14年ぶり12回目）               | 準々決勝                                       | ○ 7 - 0 呉阿賀                                 | 優勝                                           |
| 第32回大会（1950年）  | 松山東（北四国・14年ぶり12回目）               | 準決勝                                         | ○ 5 - 0 宇都宮工                               | 優勝                                           |
| 第32回大会（1950年）  | 松山東（北四国・14年ぶり12回目）               | 決勝                                           | ○ 12 - 8 鳴門                                  | 優勝                                           |
| 第34回大会（1952年）  | 松山商（北四国・2年ぶり13回目）                | 1回戦                                          | ○ 10 - 4 津久見                                | ベスト8                                        |
| 第34回大会（1952年）  | 松山商（北四国・2年ぶり13回目）                | 2回戦                                          | ○ 3 - 1 鳴門                                   | ベスト8                                        |
| 第34回大会（1952年）  | 松山商（北四国・2年ぶり13回目）                | 準々決勝                                       | ● 0 - 4 八尾                                   | ベスト8                                        |
| 第35回大会（1953年）  | 松山商（北四国・2年連続14回目）                | 2回戦                                          | ○ 2 - 0 秋田                                   | 優勝                                           |
| 第35回大会（1953年）  | 松山商（北四国・2年連続14回目）                | 準々決勝                                       | ○ 4 - 0 御所実                                 | 優勝                                           |
| 第35回大会（1953年）  | 松山商（北四国・2年連続14回目）                | 準決勝                                         | ○ 2 - 0 明治                                   | 優勝                                           |
| 第35回大会（1953年）  | 松山商（北四国・2年連続14回目）                | 決勝                                           | ○ 3 - 2 土佐（延長13回）                       | 優勝                                           |
| 第38回大会（1956年）  | 西条（北四国・初出場）                         | 1回戦                                          | ○ 1 - 0 県尼崎                                 | ベスト4                                        |
| 第38回大会（1956年）  | 西条（北四国・初出場）                         | 2回戦                                          | ○ 3x - 2 伊那北                                | ベスト4                                        |
| 第38回大会（1956年）  | 西条（北四国・初出場）                         | 準々決勝                                       | ○ 2 - 0 仙台二                                 | ベスト4                                        |
| 第38回大会（1956年）  | 西条（北四国・初出場）                         | 準決勝                                         | ● 0 - 1 平安                                   | ベスト4                                        |
| 第40回大会（1958年）  | 八幡浜（初出場）                               | 1回戦                                          | ● 0 - 3 清水東                                 | 初戦敗退                                       |
| 第41回大会（1959年）  | 西条（北四国・3年ぶり2回目）                   | 1回戦                                          | ○ 6 - 0 法政二                                 | 優勝                                           |
| 第41回大会（1959年）  | 西条（北四国・3年ぶり2回目）                   | 2回戦                                          | ○ 5 - 3 松商学園（延長10回）                   | 優勝                                           |
| 第41回大会（1959年）  | 西条（北四国・3年ぶり2回目）                   | 準々決勝                                       | ○ 2 - 1 平安                                   | 優勝                                           |
| 第41回大会（1959年）  | 西条（北四国・3年ぶり2回目）                   | 準決勝                                         | ○ 5 - 1 八尾                                   | 優勝                                           |
| 第41回大会（1959年）  | 西条（北四国・3年ぶり2回目）                   | 決勝                                           | ○ 8 - 2 宇都宮工（延長15回）                   | 優勝                                           |
| 第42回大会（1960年）  | 西条（北四国・2年連続3回目）                   | 1回戦                                          | ● 2 - 3 浪商                                   | 初戦敗退                                       |
| 第43回大会（1961年）  | 松山商（北四国・8年ぶり15回目）                | 1回戦                                          | ○ 6 - 5 甲府一                                 | 2回戦                                          |
| 第43回大会（1961年）  | 松山商（北四国・8年ぶり15回目）                | 2回戦                                          | ● 0 - 3 報徳学園                               | 2回戦                                          |
| 第44回大会（1962年）  | 西条（北四国・2年ぶり4回目）                   | 1回戦                                          | ○ 2 - 1 平安                                   | ベスト4                                        |
| 第44回大会（1962年）  | 西条（北四国・2年ぶり4回目）                   | 2回戦                                          | ○ 4 - 0 山口鴻城                               | ベスト4                                        |
| 第44回大会（1962年）  | 西条（北四国・2年ぶり4回目）                   | 準々決勝                                       | ○ 6 - 4 日大三                                 | ベスト4                                        |
| 第44回大会（1962年）  | 西条（北四国・2年ぶり4回目）                   | 準決勝                                         | ● 0 - 3 久留米商                               | ベスト4                                        |
| 第45回大会（1963年）  | 今治西（45年ぶり2回目）                        | 2回戦                                          | ○ 9 - 4 仙台育英                               | ベスト4                                        |
| 第45回大会（1963年）  | 今治西（45年ぶり2回目）                        | 3回戦                                          | ○ 3 - 1 東奥義塾                               | ベスト4                                        |
| 第45回大会（1963年）  | 今治西（45年ぶり2回目）                        | 準々決勝                                       | ○ 3 - 0 銚子商                                 | ベスト4                                        |
| 第45回大会（1963年）  | 今治西（45年ぶり2回目）                        | 準決勝                                         | ● 2 - 3x 下関商                                | ベスト4                                        |
| 第46回大会（1964年）  | 今治南（北四国・初出場）                       | 1回戦                                          | ● 1 - 3 熊谷商工（延長12回）                   | 初戦敗退                                       |
| 第48回大会（1966年）  | 松山商（北四国・5年ぶり16回目）                | 1回戦                                          | ○ 1x - 0 塚原（延長11回）                      | 準優勝                                         |
| 第48回大会（1966年）  | 松山商（北四国・5年ぶり16回目）                | 2回戦                                          | ○ 5 - 1 静岡商                                 | 準優勝                                         |
| 第48回大会（1966年）  | 松山商（北四国・5年ぶり16回目）                | 準々決勝                                       | ○ 4 - 2 横浜一商                               | 準優勝                                         |
| 第48回大会（1966年）  | 松山商（北四国・5年ぶり16回目）                | 準決勝                                         | ○ 1 - 0 小倉工                                 | 準優勝                                         |
| 第48回大会（1966年）  | 松山商（北四国・5年ぶり16回目）                | 決勝                                           | ● 1 - 3 中京商                                 | 準優勝                                         |
| 第49回大会（1967年）  | 今治南（北四国・3年ぶり2回目）                 | 1回戦                                          | ○ 3 - 0 鹿沼農商                               | 2回戦                                          |
| 第49回大会（1967年）  | 今治南（北四国・3年ぶり2回目）                 | 2回戦                                          | ● 3 - 4x 市和歌山商（延長11回）                | 2回戦                                          |
| 第50回大会（1968年）  | 松山商（2年ぶり17回目）                        | 1回戦                                          | ○ 4 - 2 取手一                                 | 3回戦                                          |
| 第50回大会（1968年）  | 松山商（2年ぶり17回目）                        | 2回戦                                          | ○ 3 - 1 佐賀工                                 | 3回戦                                          |
| 第50回大会（1968年）  | 松山商（2年ぶり17回目）                        | 3回戦                                          | ● 3 - 6 三重                                   | 3回戦                                          |
| 第51回大会（1969年）  | 松山商（北四国・2年連続18回目）                | 1回戦                                          | ○ 10 - 0 高知商                                | 優勝                                           |
| 第51回大会（1969年）  | 松山商（北四国・2年連続18回目）                | 2回戦                                          | ○ 1 - 0 鹿児島商                               | 優勝                                           |
| 第51回大会（1969年）  | 松山商（北四国・2年連続18回目）                | 準々決勝                                       | ○ 4 - 1 静岡商                                 | 優勝                                           |
| 第51回大会（1969年）  | 松山商（北四国・2年連続18回目）                | 準決勝                                         | ○ 5 - 0 若狭                                   | 優勝                                           |
| 第51回大会（1969年）  | 松山商（北四国・2年連続18回目）                | 決勝                                           | △ 0 - 0 三沢（延長18回）                       | 優勝                                           |
| 第51回大会（1969年）  | 松山商（北四国・2年連続18回目）                | 決勝                                           | ○ 4 - 2 三沢（再試合）                         | 優勝                                           |
| 第53回大会（1971年）  | 今治西（北四国・8年ぶり3回目）                 | 1回戦                                          | ○ 4x - 3 須坂商                                | 2回戦                                          |
| 第53回大会（1971年）  | 今治西（北四国・8年ぶり3回目）                 | 2回戦                                          | ● 4 - 6 鹿児島玉龍                             | 2回戦                                          |
| 第55回大会（1973年）  | 今治西（2年ぶり4回目）                         | 1回戦                                          | ○ 7 - 1 日大一                                 | ベスト4                                        |
| 第55回大会（1973年）  | 今治西（2年ぶり4回目）                         | 2回戦                                          | ○ 5 - 0 丸子実                                 | ベスト4                                        |
| 第55回大会（1973年）  | 今治西（2年ぶり4回目）                         | 3回戦                                          | ○ 3x - 0 旭川竜谷（延長10回）                  | ベスト4                                        |
| 第55回大会（1973年）  | 今治西（2年ぶり4回目）                         | 準々決勝                                       | ○ 6 - 2 北陽                                   | ベスト4                                        |
| 第55回大会（1973年）  | 今治西（2年ぶり4回目）                         | 準決勝                                         | ● 0 - 6 静岡                                   | ベスト4                                        |
| 第57回大会（1975年）  | 新居浜商（北四国・初出場）                     | 2回戦                                          | ○ 3 - 1 九州学院                               | 準優勝                                         |
| 第57回大会（1975年）  | 新居浜商（北四国・初出場）                     | 3回戦                                          | ○ 1 - 0 三国                                   | 準優勝                                         |
| 第57回大会（1975年）  | 新居浜商（北四国・初出場）                     | 準々決勝                                       | ○ 5 - 1 天理                                   | 準優勝                                         |
| 第57回大会（1975年）  | 新居浜商（北四国・初出場）                     | 準決勝                                         | ○ 6 - 5 上尾                                   | 準優勝                                         |
| 第57回大会（1975年）  | 新居浜商（北四国・初出場）                     | 決勝                                           | ● 4 - 5x 習志野                                | 準優勝                                         |
| 第58回大会（1976年）  | 今治西（3年ぶり5回目）                         | 2回戦                                          | ○ 2 - 1 熊本工（延長11回）                     | 3回戦                                          |
| 第58回大会（1976年）  | 今治西（3年ぶり5回目）                         | 3回戦                                          | ● 0 - 6 東北                                   | 3回戦                                          |
| 第59回大会（1977年）  | 今治西（2年連続6回目）                         | 2回戦                                          | ○ 8 - 1 釧路江南                               | ベスト4                                        |
| 第59回大会（1977年）  | 今治西（2年連続6回目）                         | 3回戦                                          | ○ 4 - 0 智弁学園                               | ベスト4                                        |
| 第59回大会（1977年）  | 今治西（2年連続6回目）                         | 準々決勝                                       | ○ 11 - 1 早稲田実                              | ベスト4                                        |
| 第59回大会（1977年）  | 今治西（2年連続6回目）                         | 準決勝                                         | ● 0 - 1 東洋大姫路（延長10回）                 | ベスト4                                        |
| 第60回大会（1978年）  | 松山商（9年ぶり19回目）                        | 1回戦                                          | ● 1 - 2 郡山北工                               | 初戦敗退                                       |
| 第61回大会（1979年）  | 新居浜商（4年ぶり2回目）                       | 1回戦                                          | ● 4 - 5 日大山形                               | 初戦敗退                                       |
| 第62回大会（1980年）  | 南宇和（初出場）                               | 1回戦                                          | ○ 10 - 0 日川                                  | 2回戦                                          |
| 第62回大会（1980年）  | 南宇和（初出場）                               | 2回戦                                          | ● 2 - 3 旭川大                                 | 2回戦                                          |
| 第63回大会（1981年）  | 今治西（4年ぶり7回目）                         | 2回戦                                          | ○ 3 - 2 国学院久我山                           | ベスト8                                        |
| 第63回大会（1981年）  | 今治西（4年ぶり7回目）                         | 3回戦                                          | ○ 9 - 1 新発田農                               | ベスト8                                        |
| 第63回大会（1981年）  | 今治西（4年ぶり7回目）                         | 準々決勝                                       | ● 1 - 3 報徳学園                               | ベスト8                                        |
| 第64回大会（1982年）  | 川之江（初出場）                               | 1回戦                                          | ● 2 - 7 東農大二                               | 初戦敗退                                       |
| 第65回大会（1983年）  | 川之江（2年連続2回目）                         | 1回戦                                          | ○ 3 - 0 日大山形                               | 2回戦                                          |
| 第65回大会（1983年）  | 川之江（2年連続2回目）                         | 2回戦                                          | ● 5 - 6 岐阜第一                               | 2回戦                                          |
| 第66回大会（1984年）  | 松山商（6年ぶり20回目）                        | 1回戦                                          | ○ 13 - 0 高岡商                                | ベスト8                                        |
| 第66回大会（1984年）  | 松山商（6年ぶり20回目）                        | 2回戦                                          | ○ 4 - 0 浜松商                                 | ベスト8                                        |
| 第66回大会（1984年）  | 松山商（6年ぶり20回目）                        | 3回戦                                          | ○ 12 - 5 東海大甲府                            | ベスト8                                        |
| 第66回大会（1984年）  | 松山商（6年ぶり20回目）                        | 準々決勝                                       | ● 1 - 2 PL学園                                 | ベスト8                                        |
| 第67回大会（1985年）  | 川之江（2年ぶり3回目）                         | 2回戦                                          | ○ 3 - 0 八戸                                   | 3回戦                                          |
| 第67回大会（1985年）  | 川之江（2年ぶり3回目）                         | 3回戦                                          | ● 2 - 3x 高知商（延長11回）                    | 3回戦                                          |
| 第68回大会（1986年）  | 松山商（2年ぶり21回目）                        | 1回戦                                          | ○ 12 - 2 清水市商                              | 準優勝                                         |
| 第68回大会（1986年）  | 松山商（2年ぶり21回目）                        | 2回戦                                          | ○ 5 - 2 土浦日大                               | 準優勝                                         |
| 第68回大会（1986年）  | 松山商（2年ぶり21回目）                        | 3回戦                                          | ○ 8 - 5 明野                                   | 準優勝                                         |
| 第68回大会（1986年）  | 松山商（2年ぶり21回目）                        | 準々決勝                                       | ○ 4x - 3 沖縄水産                              | 準優勝                                         |
| 第68回大会（1986年）  | 松山商（2年ぶり21回目）                        | 準決勝                                         | ○ 14 - 3 浦和学院                              | 準優勝                                         |
| 第68回大会（1986年）  | 松山商（2年ぶり21回目）                        | 決勝                                           | ● 2 - 3 天理                                   | 準優勝                                         |
| 第69回大会（1987年）  | 宇和島東（初出場）                             | 2回戦                                          | ● 0 - 3 一関商工                               | 初戦敗退                                       |
| 第70回大会（1988年）  | 松山商（2年ぶり22回目）                        | 2回戦                                          | ● 1 - 10 拓大紅陵                              | 初戦敗退                                       |
| 第71回大会（1989年）  | 宇和島東（2年ぶり2回目）                       | 1回戦                                          | ○ 3 - 0 東海大山形                             | 2回戦                                          |
| 第71回大会（1989年）  | 宇和島東（2年ぶり2回目）                       | 2回戦                                          | ● 1 - 3 尽誠学園                               | 2回戦                                          |
| 第72回大会（1990年）  | 松山商（2年ぶり23回目）                        | 1回戦                                          | ○ 4 - 2 海星                                   | 3回戦                                          |
| 第72回大会（1990年）  | 松山商（2年ぶり23回目）                        | 2回戦                                          | ○ 3 - 1 竜ヶ崎一                               | 3回戦                                          |
| 第72回大会（1990年）  | 松山商（2年ぶり23回目）                        | 3回戦                                          | ● 2 - 4 鹿児島実                               | 3回戦                                          |
| 第73回大会（1991年）  | 川之江（6年ぶり4回目）                         | 1回戦                                          | ● 2 - 6 弘前実                                 | 初戦敗退                                       |
| 第74回大会（1992年）  | 西条（30年ぶり5回目）                          | 1回戦                                          | ● 1 - 8 三重                                   | 初戦敗退                                       |
| 第75回大会（1993年）  | 宇和島東（4年ぶり3回目）                       | 1回戦                                          | ○ 5 - 1 海星                                   | 2回戦                                          |
| 第75回大会（1993年）  | 宇和島東（4年ぶり3回目）                       | 2回戦                                          | ● 2 - 7 桐生第一                               | 2回戦                                          |
| 第76回大会（1994年）  | 宇和島東（2年連続4回目）                       | 1回戦                                          | ● 2 - 6 北海                                   | 初戦敗退                                       |
| 第77回大会（1995年）  | 松山商（5年ぶり24回目）                        | 1回戦                                          | ● 4 - 5 旭川実                                 | 初戦敗退                                       |
| 第78回大会（1996年）  | 松山商（2年連続25回目）                        | 1回戦                                          | ○ 8 - 0 東海大三                               | 優勝                                           |
| 第78回大会（1996年）  | 松山商（2年連続25回目）                        | 2回戦                                          | ○ 6 - 5 東海大菅生                             | 優勝                                           |
| 第78回大会（1996年）  | 松山商（2年連続25回目）                        | 3回戦                                          | ○ 8 - 2 新野                                   | 優勝                                           |
| 第78回大会（1996年）  | 松山商（2年連続25回目）                        | 準々決勝                                       | ○ 5 - 2 鹿児島実                               | 優勝                                           |
| 第78回大会（1996年）  | 松山商（2年連続25回目）                        | 準決勝                                         | ○ 5 - 2 福井商                                 | 優勝                                           |
| 第78回大会（1996年）  | 松山商（2年連続25回目）                        | 決勝                                           | ○ 6 - 3 熊本工（延長11回）                     | 優勝                                           |
| 第79回大会（1997年）  | 宇和島東（3年ぶり5回目）                       | 1回戦                                          | ● 1 - 4 函館大有斗                             | 初戦敗退                                       |
| 第80回大会（1998年）  | 宇和島東（2年連続6回目）                       | 2回戦                                          | ○ 5x - 4 佐野日大                              | 3回戦                                          |
| 第80回大会（1998年）  | 宇和島東（2年連続6回目）                       | 3回戦                                          | ● 2 - 4 常総学院                               | 3回戦                                          |
| 第81回大会（1999年）  | 宇和島東（3年連続7回目）                       | 1回戦                                          | ● 5 - 10 新潟明訓                              | 初戦敗退                                       |
| 第82回大会（2000年）  | 丹原（初出場）                                 | 2回戦                                          | ● 8 - 10 光星学院                              | 初戦敗退                                       |
| 第83回大会（2001年）  | 松山商（5年ぶり26回目）                        | 1回戦                                          | ○ 7 - 6 駒大苫小牧                             | ベスト4                                        |
| 第83回大会（2001年）  | 松山商（5年ぶり26回目）                        | 2回戦                                          | ○ 8 - 6 九産大九州                             | ベスト4                                        |
| 第83回大会（2001年）  | 松山商（5年ぶり26回目）                        | 3回戦                                          | ○ 4 - 3 智弁学園                               | ベスト4                                        |
| 第83回大会（2001年）  | 松山商（5年ぶり26回目）                        | 準々決勝                                       | ○ 4 - 3 平安                                   | ベスト4                                        |
| 第83回大会（2001年）  | 松山商（5年ぶり26回目）                        | 準決勝                                         | ● 4 - 5 近江                                   | ベスト4                                        |
| 第84回大会（2002年）  | 川之江（11年ぶり5回目）                        | 1回戦                                          | ○ 5 - 1 仙台西                                 | ベスト4                                        |
| 第84回大会（2002年）  | 川之江（11年ぶり5回目）                        | 2回戦                                          | ○ 6x - 5 浦和学院                              | ベスト4                                        |
| 第84回大会（2002年）  | 川之江（11年ぶり5回目）                        | 3回戦                                          | ○ 4 - 3 桐光学園                               | ベスト4                                        |
| 第84回大会（2002年）  | 川之江（11年ぶり5回目）                        | 準々決勝                                       | ○ 3 - 2 遊学館                                 | ベスト4                                        |
| 第84回大会（2002年）  | 川之江（11年ぶり5回目）                        | 準決勝                                         | ● 1 - 10 明徳義塾                              | ベスト4                                        |
| 第85回大会（2003年）  | 今治西（22年ぶり8回目）                        | 1回戦                                          | ○ 6 - 0 日大東北                               | 2回戦                                          |
| 第85回大会（2003年）  | 今治西（22年ぶり8回目）                        | 2回戦                                          | ● 3 - 4 倉敷工                                 | 2回戦                                          |
| 第86回大会（2004年）  | 済美（初出場）                                 | 2回戦                                          | ○ 11 - 8 秋田商                                | 準優勝                                         |
| 第86回大会（2004年）  | 済美（初出場）                                 | 3回戦                                          | ○ 6 - 0 岩国                                   | 準優勝                                         |
| 第86回大会（2004年）  | 済美（初出場）                                 | 準々決勝                                       | ○ 2x - 1 中京大中京                            | 準優勝                                         |
| 第86回大会（2004年）  | 済美（初出場）                                 | 準決勝                                         | ○ 5 - 2 千葉経大付                             | 準優勝                                         |
| 第86回大会（2004年）  | 済美（初出場）                                 | 決勝                                           | ● 10 - 13 駒大苫小牧                           | 準優勝                                         |
| 第87回大会（2005年）  | 済美（2年連続2回目）                           | 1回戦                                          | ○ 6 - 0 旭川工                                 | 2回戦                                          |
| 第87回大会（2005年）  | 済美（2年連続2回目）                           | 2回戦                                          | ● 4 - 9 清峰                                   | 2回戦                                          |
| 第88回大会（2006年）  | 今治西（3年ぶり9回目）                         | 1回戦                                          | ○ 11 - 8 常総学院                              | 3回戦                                          |
| 第88回大会（2006年）  | 今治西（3年ぶり9回目）                         | 2回戦                                          | ○ 12 - 3 文星芸大付                            | 3回戦                                          |
| 第88回大会（2006年）  | 今治西（3年ぶり9回目）                         | 3回戦                                          | ● 10 - 11x 日大山形（延長13回）                | 3回戦                                          |
| 第89回大会（2007年）  | 今治西（2年連続10回目）                        | 1回戦                                          | ○ 12 - 1 八代東                                | ベスト8                                        |
| 第89回大会（2007年）  | 今治西（2年連続10回目）                        | 2回戦                                          | ○ 1 - 0 近江                                   | ベスト8                                        |
| 第89回大会（2007年）  | 今治西（2年連続10回目）                        | 3回戦                                          | ○ 6 - 2 文星芸大付                             | ベスト8                                        |
| 第89回大会（2007年）  | 今治西（2年連続10回目）                        | 準々決勝                                       | ● 1 - 7 広陵                                   | ベスト8                                        |
| 第90回大会（2008年）  | 済美（3年ぶり3回目）                           | 1回戦                                          | ● 0 - 3 智弁和歌山                             | 初戦敗退                                       |
| 第91回大会（2009年）  | 西条（17年ぶり6回目）                          | 1回戦                                          | ○ 3 - 2 八千代東                               | 2回戦                                          |
| 第91回大会（2009年）  | 西条（17年ぶり6回目）                          | 2回戦                                          | ● 0 - 4 明豊                                   | 2回戦                                          |
| 第92回大会（2010年）  | 宇和島東（11年ぶり8回目）                      | 1回戦                                          | ● 0 - 3 前橋商                                 | 初戦敗退                                       |
| 第93回大会（2011年）  | 今治西（4年ぶり11回目）                        | 1回戦                                          | ● 6 - 7 健大高崎                               | 初戦敗退                                       |
| 第94回大会（2012年）  | 今治西（2年連続12回目）                        | 1回戦                                          | ● 0 - 7 桐光学園                               | 初戦敗退                                       |
| 第95回大会（2013年）  | 済美（5年ぶり4回目）                           | 2回戦                                          | ○ 9 - 7 三重                                   | 3回戦                                          |
| 第95回大会（2013年）  | 済美（5年ぶり4回目）                           | 3回戦                                          | ● 6 - 7 花巻東（延長10回）                     | 3回戦                                          |
| 第96回大会（2014年）  | 小松（初出場）                                 | 1回戦                                          | ● 8 - 9 山形中央                               | 初戦敗退                                       |
| 第97回大会（2015年）  | 今治西（3年ぶり13回目）                        | 1回戦                                          | ● 0 - 6 早稲田実                               | 初戦敗退                                       |
| 第98回大会（2016年）  | 松山聖陵（初出場）                             | 2回戦                                          | ● 1 - 2x 北海                                  | 初戦敗退                                       |
| 第99回大会（2017年）  | 済美（4年ぶり5回目）                           | 1回戦                                          | ○ 10 - 4 東筑                                  | 3回戦                                          |
| 第99回大会（2017年）  | 済美（4年ぶり5回目）                           | 2回戦                                          | ○ 7 - 1 津田学園                               | 3回戦                                          |
| 第99回大会（2017年）  | 済美（4年ぶり5回目）                           | 3回戦                                          | ● 7 - 12 盛岡大付（延長10回）                  | 3回戦                                          |
| 第100回大会（2018年） | 済美（2年連続6回目）                           | 1回戦                                          | ○ 5 - 4 中央学院                               | ベスト4                                        |
| 第100回大会（2018年） | 済美（2年連続6回目）                           | 2回戦                                          | ○ 13x - 11 星稜（延長13回TB）                  | ベスト4                                        |
| 第100回大会（2018年） | 済美（2年連続6回目）                           | 3回戦                                          | ○ 3 - 1 高知商                                 | ベスト4                                        |
| 第100回大会（2018年） | 済美（2年連続6回目）                           | 準々決勝                                       | ○ 3 - 2 報徳学園                               | ベスト4                                        |
| 第100回大会（2018年） | 済美（2年連続6回目）                           | 準決勝                                         | ● 2 - 5 大阪桐蔭                               | ベスト4                                        |
| 第101回大会（2019年） | 宇和島東（9年ぶり9回目）                       | 2回戦                                          | ● 3 - 7 宇部鴻城                               | 初戦敗退                                       |
| 第102回大会（2020年） | （新型コロナウイルス感染症流行による大会中止） | （新型コロナウイルス感染症流行による大会中止） | （新型コロナウイルス感染症流行による大会中止） | （新型コロナウイルス感染症流行による大会中止） |
| 第103回大会（2021年） | 新田（初出場）                                 | 1回戦                                          | ○ 4 - 2 静岡                                   | 2回戦                                          |
| 第103回大会（2021年） | 新田（初出場）                                 | 2回戦                                          | ● 3 - 5 日本航空                               | 2回戦                                          |
| 第104回大会（2022年） | 帝京第五（初出場）                             | 2回戦                                          | ● 4 - 14 九州学院                              | 初戦敗退                                       |
| 第105回大会（2023年） | 川之江（21年ぶり6回目）                        | 1回戦                                          | ● 4 - 9 高知中央                               | 初戦敗退                                       |
| 第106回大会（2024年） | 聖カタリナ（初出場）                           | 1回戦                                          | ● 0 - 1 岡山学芸館                             | 初戦敗退                                       |
| 第107回大会（2025年） | 済美（7年ぶり7回目）                           | 1回戦                                          | ● 3 - 5 東洋大姫路                             | 初戦敗退                                       |

## 通算成績
| 出場 | 試合 | 勝利 | 敗戦 | 引分 | 勝率 | 優勝 | 準優勝 | ベスト4 | ベスト8 |
| ---- | ---- | ---- | ---- | ---- | ---- | ---- | ------ | ------- | ------- |
| 80   | 196  | 122  | 73   | 1    | .626 | 6    | 5      | 12      | 8       |

## 学校別成績
| 校名       | 出場 | 直近出場 | 勝敗        | 最高成績 | 前身校             |
| ---------- | ---- | -------- | ----------- | -------- | ------------------ |
| 松山商     | 26回 | 2001年   | 60勝21敗1分 | 優勝5回  | 松山東（統合時代） |
| 今治西     | 13回 | 2015年   | 20勝12敗    | ベスト4  | 今治中             |
| 宇和島東   | 9回  | 2019年   | 3勝9敗      | 3回戦    |                    |
| 済美       | 7回  | 2025年   | 12勝7敗     | 準優勝   |                    |
| 西条       | 6回  | 2009年   | 12勝5敗     | 優勝1回  |                    |
| 川之江     | 6回  | 2023年   | 6勝6敗      | ベスト4  |                    |
| 新居浜商   | 2回  | 1979年   | 4勝2敗      | 準優勝   |                    |
| 今治南     | 2回  | 1967年   | 1勝2敗      | 2回戦    |                    |
| 松山東     | 1回  | 1933年   | 2勝1敗      | ベスト4  | 松山中             |
| 南宇和     | 1回  | 1980年   | 1勝1敗      | 2回戦    |                    |
| 新田       | 1回  | 2021年   | 1勝1敗      | 2回戦    |                    |
| 八幡浜     | 1回  | 1958年   | 0勝1敗      | 初戦敗退 |                    |
| 丹原       | 1回  | 2000年   | 0勝1敗      | 初戦敗退 |                    |
| 小松       | 1回  | 2014年   | 0勝1敗      | 初戦敗退 |                    |
| 松山聖陵   | 1回  | 2016年   | 0勝1敗      | 初戦敗退 |                    |
| 帝京第五   | 1回  | 2022年   | 0勝1敗      | 初戦敗退 |                    |
| 聖カタリナ | 1回  | 2024年   | 0勝1敗      | 初戦敗退 |                    |

- 参照[1]

## 参考図書
- 『野球の島に四商ありて』愛媛新聞社、平成9年 ISBN 4-900248-43-6
- 『「延長十八回」終わらず』田澤拓也